# Inga filiformis
Inga filiformis là một loài thực vật có hoa trong họ Đậu. Loài này được N.Zamora miêu tả khoa học đầu tiên.